# Goederenstation Rotterdam Noord
Goederenstation Rotterdam Noord (officiële aanduiding Rotterdam Noord Goederen, geografische verkorting Rtng) is een (voormalig) goederenstation aan de Spoorlijn Utrecht - Rotterdam.

## Geschiedenis
In de jaren 60 was nog een rangeerheuvel aanwezig bij dit station, en een uitgebreid emplacement. Hier werd met name 's nachts gerangeerd en een groot aantal goederentreinen vertrok in de nieuwe samenstelling naar alle hoeken van Nederland en ook met name Duitsland. Later is deze functie overgenomen door het rangeeremplacement bij Kijfhoek. Ook waren er sporen ten behoeve van de daar gevestigde fruitveiling. In 1985 waren deze allebei verdwenen, maar was er wel een installatie gebouwd voor de overslag van multimodaal transport van Trailstar.
Bij het goederenstation ligt ook een postsorteercentrum van TNT post met een eigen perron, dit perron is sinds het postvervoer per trein in 1997 werd opgeheven niet meer in gebruik. Tot de klanten die bediend werden op station Rotterdam Noord Goederen behoorden onder andere een schroothandel, de firma Rutimex (lompen), Koelveem (bevroren vlees) en Avandero (diverse importen uit Italië). Ook werd vanaf Rotterdam Noord Goederen het raccordement Hillegersberg bediend, wat gelegen was aan de andere zijde van de Halte Rotterdam Noord, ter hoogte van de Ceintuurbaan. Hier werden onder andere wagens kalk gelost voor bouwstoffenhandel Fels & Burgers en wagens met kolen voor enkele kolenboeren. Ook bevond zich hier de aansluiting naar de RET-remise aan de Kleiweg. 
Het station wordt niet meer gebruikt voor goederenvervoer en nu is hier het depot van de Stoom Stichting Nederland (SSN) gevestigd. Ten behoeve hiervan werd een draaischijf aangelegd, die in 2003 in gebruik werd genomen.
Ook staat op het emplacement regelmatig de slijptrein van Speno. Verder worden op het terrein nog lege goederenwagons opgesteld. Ook werd het emplacement gebruikt om bouwmateriaal voor het nieuwe Station Rotterdam Centraal te laden die vervolgens per trein naar de bouwplaats werden gebracht.